# Ignacy Franciszek Domański
Ignacy Franciszek Domański herbu Larysza – burgrabia warszawski w 1780 roku, komisarz cywilno-wojskowy ziemi czerskiej w 1791 roku.
W 1794 roku złożył akces do powstania kościuszkowskiego, konsyliarz ziemi warszawskiej w konfederacji targowickiej w 1792 roku. 